# Fulda (rzeka)
Fulda – rzeka w Hesji, w Niemczech. Jest obok Werry drugim ramieniem, tworzącym Wezerę.
Długość: 220,7 km; Powierzchnia dorzecza 6932 km².
Źródła rzeki znajdują w górach Rhön.
Miasta nad Fuldą
- Gersfeld
- Fulda
- Bad Hersfeld
- Rotenburg an der Fulda
- Melsungen
- Kassel